# Oberon Peak
Oberon Peak är en bergstopp i Antarktis. Den ligger i Västantarktis. Argentina, Chile och Storbritannien gör anspråk på området. Toppen på Oberon Peak är 1 250 meter över havet.
Terrängen runt Oberon Peak är platt åt sydost, men åt nordväst är den kuperad. Oberon Peak är den högsta punkten i trakten. Trakten är obefolkad. Det finns inga samhällen i närheten.